# Cinquième circonscription de la préfecture de Miyagi
La cinquième circonscription de la préfecture de Miyagi (宮城県第5区, Miyagi-ken dai-go-ku) est l'une des cinq circonscriptions législatives que compte la préfecture de Miyagi au Japon.

## Description géographique
Entre 1994 et 2013, la cinquième circonscription de la préfecture de Miyagi regroupait la ville d'Ishinomaki et les districts de Tōda, Monou (ja) et Oshika.
Entre 2013 et 2017, elle rassemblait les villes d'Ishinomaki et Higashimatsushima, une partie de la ville d'Ōsaki et les districts de Tōda et Oshika.
Entre 2017 et 2022, elle comprenait les mêmes unités administratives, les bourgs de Matsushima (district de Miyagi) et Ōsato (district de Kurokawa) et le district de Motoyoshi.
Depuis 2022, elle regroupe les villes de Kesennuma, Tome, Kurihara et Ōsaki et les districts de Kami, Tōda et Motoyoshi,.

## Députés
| Législature | Début de mandat | Fin de mandat | Député élu       | Parti politique | Parti politique |
| ----------- | --------------- | ------------- | ---------------- | --------------- | --------------- |
| 41e         | 1996            | 2000          | Jun Azumi        |                 | PDJ             |
| 42e         | 2000            | 2003          | Jun Azumi        |                 | PDJ             |
| 43e         | 2003            | 2005          | Jun Azumi        |                 | PDJ             |
| 44e         | 2005            | 2009          | Jun Azumi        |                 | PDJ             |
| 45e         | 2009            | 2012          | Jun Azumi        |                 | PDJ             |
| 46e         | 2012            | 2014          | Jun Azumi        |                 | PDJ             |
| 47e         | 2014            | 2017          | Jun Azumi        |                 | PDJ             |
| 48e         | 2017            | 2021          | Jun Azumi        |                 | SE              |
| 49e         | 2021            | 2024          | Jun Azumi        |                 | PDC             |
| 50e         | 2024            | -             | Itsunori Onodera |                 | PLD             |